# 岩田和久
岩田 和久（いわた かずひさ、1960年1月21日 - ）は、日本の漫画家、イラストレーター。鹿児島県姶良郡牧園町出身。

## 経歴
千代田デザイン写真学院で漫画を学び、卒業後山田ゴロのアシスタントとなり、その後も津原義明、桜多吾作、すがやみつるとアシスタントを転々としていく。
1982年デビュー。主に児童・少年漫画を手掛けていたが、1994年からはイラストレーターとしての活動、1998年からは青年漫画も手掛けるなど活動の幅を広めていった。
現在、『ざ・いけのぼう』（日本華道社）にて、『もみじ君花日記』を連載中。

## 作品リスト
- プラモ戦士イサム（原作：岸田靖、月刊コロコロコミック 1984年1月号-3月号）
- ぼくたちボーイズライフ（別冊コロコロコミック 1984年6月号）
- ゴジラ（原作：永原秀一、別冊コロコロコミック）
- ロードファイター サンダー伝説（コロコロコミック 1985年夏休み増刊号）
- 熱球キッズ（月刊コロコロコミック1986年4月号-6月号）
- 仮面ライダーBLACK RX（原作：石ノ森章太郎、コミックボンボン 1989年4月号-9月号）
- F1パイロット赤い稲妻ダン
- 機動戦士Ζガンダム 宇宙を越える者
- 女衒（原作：倉科遼）
- 花守人
- トップ 放課後社長は12さい（原作：野村伸、小学六年生）
- 殺しの履歴書（原作：矢立雅人、月刊漫画ナックルズゴールド）
- もみじ君花日記（月刊ざ・いけのぼう）
- ミリオン出版のテーマ集のコンビニコミック作画[要出典]
- 真・ギラギラ（原作：滝直毅）